# Krzysztof Zanussi
Krzysztof Pius Zanussi (Varsòvia, 17 de juny de 1939) és un productor i director de cinema polonès.
Entre 1955 i 1955 Zanussi va començar a estudiar física a Varsòvia, per a incorparar-se seguidament als estudis de filosofia a Cracòvia. Entre 1960 i 1966 Zanussi es va formar com a cineasta a l'Escola Superior de Cinema de Łódź i amb el seu treball de final de carrera Śmierć prowincjała ja va obtenir els primers premis i reconeixements internacionals.
Struktura kryształu (1969) va ser la seva primera pel·lícula, a la qual van seguir altres produccions sovint caractaritzader per analitzar críticament el present i mostrar conflictes individuals i socials. Paral·lelament a la seva activitat de cineasta, Zanussi també va treballar per a la televisió i va col·laborar amb el seu amic Krzysztof Kieślowski en Amator, una pel·lícula sobre un director novell en la qual Zanussi s'interpreta a ell mateix.
Zanussi és docent de la Universitat de Silèsia, a Katowice i dona també classes a la European Graduate School (EGS) de Saas-Fee (Suïssa) com a professor de cinema europeu.
Entre les seves pel·lícules, Zanussi va rodar Z dalekiego kraju el 1981, sobre la vida del Papa Joan Pau II, interpretat per l'actor Cezary Morawski. Deu anys més tard, amb Życie za życie. Maksymilian Kolbe, el director polonès va portar a la pantalla gran la vida del frare Maksymilian Maria Kolbe.
El 2001 Zanussi va guanyar el Premi de Cinema Polonès a les categories de millor pel·lícula i millor guió pel seu drama Życie jako śmiertelna choroba przenoszona drogą płciową.
Persona non grata, rodada 4 anys més tard, va comptar també amb una bona acollida de la crítica, que li va concedir quatre Premis de Cinema Polonès.

## Filmografia
- Struktura kryształu (L'estructura del cristall), 1969
- Życie rodzinne (Vida de família), 1970
- Il·luminació (Iluminacja), 1972
- Bilans kwartalny, 1974
- The Catamount Killing (L'assassinat de Catamount), 1974
- Barwy ochronne, 1976
- Spirala (L'espiral), 1978
- Kontrakt, 1980
- Constans, 1980
- Z dalekiego kraju (D'un país llunyà), 1981
- Imperatyw (Imperatiu), 1982
- Rok spokojnego słońca (L'any del sol quiet), 1984
- Paradygmat, 1985
- Gdzieśkolwiek jest, jeśliś jest... (Siguis on siguis), 1988
- Stan posiadania, 1989
- Życie za życie. Maksymilian Kolbe (Viure per viure. Maksymilian Kolbe), 1990
- Silent Touch, 1992
- Cwał, 1995
- Our God's Brother, 1997
- Życie jako śmiertelna choroba przenoszona drogą płciową (La vida com a malaltia de transmissió sexual), 2000
- Suplement, 2002
- Persona non grata, 2005
- Il Sole Nero, 2007
- Serce na dłoni, 2008
- Rewizyta, 2009